# Stefano Andrea Renier
Stefano Andrea Renier (Chioggia, 25 gennaio 1759 – Padova, 6 gennaio 1830) è stato un naturalista, zoologo e scienziato italiano.

## Biografia
Nacque da una famiglia della nobiltà di terraferma (non era quindi imparentato con l'omonima famiglia patrizia), figlio di Domenico Andrea e di Caterina Airoldi. Studiò a Padova, dove si laureò in medicina nel 1781.
Dopo la laurea esercitò la professione medica a Bologna, a Firenze e a Chioggia dove ricoprì il posto di ufficiale sanitario.
Nel 1806 fu nominato professore di storia naturale nell'Università di Padova.
Nel 1814 fu tra i professori sospesi dall'insegnamento perché sospettati di filo-francesismo.
Fu autore di importanti studi di zoologia e di biologia marina, in particolare sui molluschi e sulle conchiglie dell'Adriatico, argomenti su cui pubblicò un importante trattato.
Introdusse un nuovo metodo di classificazione zoologica fondato sullo sviluppo del sistema nervoso.
Le sue ricerche ottennero il plauso di J.B. Lamarck e ciò gli diede notorietà europea.
Lamarck gli dedicò una specie di botrillo che chiamò Botrillus renieri
Ormai famoso come grande raccoglitore e abile sistematico di invertebrati marini, venne incaricato dal governo austriaco di realizzare tre collezioni zoologiche marine per le università di Bologna, Padova e Pavia (F. Barbagli). 
Fu membro di accademie e società scientifiche italiane ed internazionali dell'epoca tra cui l'Istituto veneto di scienze, lettere ed arti.
Ebbe come allievo Giandomenico Nardo.

## Opere principali

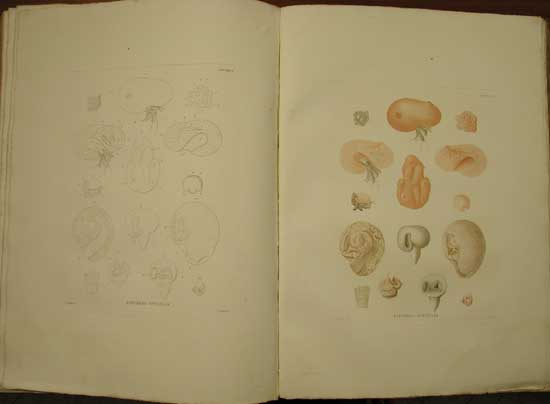
S.A. Renier: Trattato di Zoologia Adriatica

- Sopra il Botrillo piantanimale marino, 1793.
- Sistema attuale e piano di regolazione sulle farine di frumento ad uso e consumo della città di Chiozza e suo territorio, Venezia, Dalle Stampe di Antonio Zatta, 1794.
- Prospetto della classe dei Vermi, 1804.
- Tavola alfabetica delle conchiglie Adriatiche, 1807.
- Tavole per servire alla classificazione e connoscenza degli Animali, 1807.
- Nuove tavole di zoologia, 1809.
- Esame e giudizio ricercato sulla questione di che specie di squalo sia un Ittiolito delle Cave Bolchesi, Tipografia della Minerva, Padova, 1821.
- Prospetto della classe dei Vermi, 1804.
- Elementi di mineralogia, pp. XX, 616, Tipografia Crescini, Padova, 1823; 1828.
- Elementi di zoologia, 1828.
- Osservazioni postume di Zoologia Adriatica, Tipografia Giovanni Cecchini, Venezia, 1847.